# Сенат Аргентини
Сенат Аргентини (ісп. Senado de la Nación Argentina) — верхня палата Національного конгресу Аргентини.

## Вибори Сенату
Сенат складається з 72 місць (по 3 сенатори від столиці і кожної провінції). Сенатори обираються на 6 років. Кількість обрань на посаду сенатора необмежена. Вибори відбуваються за методом д'Ондта прямим голосуванням — оновлюється третина Сенату кожні два роки. Відтак країна поділена на три групи:
1. Провінції Катамарка, Кордова, Коррієнтес, Чубут, Ла-Пампа, Мендоса, Санта-Фе, Тукуман, де вибори до Сенату проводилися у 2003, 2009, 2015 …
2. Провінції Буенос-Айрес, Формоса, Жужуй, Ла-Ріоха, Місьйонес, Сан-Хуан, Сан-Луїс, Санта-Крус, де вибори до Сенату проводилися у 2005, 2011, 2017 …
3. Місто Буенос-Айрес і провінції Чако, Ентре-Ріос, Неукен, Ріо-Негро, Сальта, Сантьяго-дель-Естеро, Вогняна Земля, де вибори до Сенату проводилися у 2007, 2013, 2019 …

Головою Сенату за конституцією є віце-президент республіки, якого обирають разом з президентом.
До Сенату може бути обрана будь-яка людина, якій вже виповнилося 30 років, яка не менше 6 років має громадянство Аргентини, має річний прибуток не менше 2000 песо, походить з провінції, від якої обирається, і проживає у ній безперервно не менше двох років.

## Робота Сенату
При вступі на посаду сенатор приносить клятву на вірність державі.
Сенат визначає розподіл державних коштів, приймає федеральні закони, цивільний, кримінальний, торговий, трудовий та інші кодекси, може оголошувати стан війни, подає на затвердження президенті кандидатури суддів Верховного Суду і федеральних судів, повноважних представників, керівників Збройних Сил.
Засідання Сенату відбуваються у південному крилі Палацу Національного конгресу Аргентини.

## Нинішній склад
22 жовтня 2023 року відбулися чергові парламентські вибори до Конгресу, на яких було оновлено третину членів Конгресу (24 особи). Новообрані парламентарії заступили на посади 10 грудня того ж року.
Політичні партії і блоки, які мають представництво у Сенаті у 2023—2025 роках:
- 33 місця — Союз за Батьківщину
- 13 місць — Громадянський радикальний союз
- 7 місць — La Libertad Avanza
- 6 місць — Hacemos Coalición Federal
- 6 місць — Республіканська пропозиція
- 3 місця — Innovación Federal
- 2 місця — Por Santa Cruz
- 1 місце — Comunidad Neuquén
- 1 місце — Por la Justicia Social

## Комісії
При Сенаті Аргентини діють такі постійні комісії:
1. Комісія з конституційних питань
2. Комісія із зовнішніх відносин і культу
3. Комісія з юстиції і карних справ
4. Комісія із загального законодавства
5. Комісія з бюджету і фінансів
6. Комісія з адміністративних і муніципальних питань
7. Комісія з національної оборони
8. Комісія з внутрішньої безпеки і наркотрафіку
9. Комісія з національної економіки та інвестицій
10. Комісія з промисловості і торгівлі
11. Комісія з регіональної економіки, малих і середніх підприємств
12. Комісія з праці і соціального забезпечення
13. Комісія з сільського господарства, скотарства і рибальства
14. Комісія з освіти і культури
15. Комісія з прав і гарантій
16. Комісія з гірництва, енергетики і палива
17. Комісія із здоров'я
18. Комісія з інфраструктури, житла і транспорту
19. Комісія з систем, засобів зв'язку і свободи слова
20. Комісія з навколишнього середовища і сталого розвитку
21. Комісія з населення і людського розвитку
22. Комісія з договорів
23. Комісія з розподілу федеральних прибутків
24. Комісія з туризму
25. Комісія з науки і технології

Також можуть створюватися тимчасові комісії.